# Pascale Guédot
Pascale Guédot est une architecte française, née à Pau en 1960.

## Biographie
En 1986, Pascale Guédot obtient son diplôme d'architecte à l'école de Paris-Belleville.

## Réalisations
Élève d'Henri Ciriani, elle est l'auteur de plusieurs bâtiments :
- 2014 : médiathèque de Bourg-la-Reine ;
- 2014 : espace Jean-Louis Dumas à Pantin, Hermès International ;
- 2009 : médiathèque intercommunale du Piémont oloronais à Oloron-Sainte-Marie ;
- 2009 : crèche de la rue Malte-Brun à Paris[3] ;
- 2005 : institut de Formation en Soins Infirmiers d'Abbeville[1],[3] ;
- 2002 : école maternelle Michel-Maurice Bokanowski et le gymnase Laura-Flessel à Asnières[3] ;
- 1997 : gare de péage et centre d'entretien de Wailly Beaucamps sur l'A16 ;
- 1996 : extension de la faculté de droit de Sceaux, en association avec Olivier Chaslin[2].

## Distinctions

### Récompenses
- Elle est la première femme récompensée par le prix de l'équerre d'argent, reçu en 2010 pour la réalisation de la médiathèque intercommunale du Piémont oloronais, à Oloron-Sainte-Marie (inaugurée en 2009)[4],[3]
- Médaille d'Argent de l'Académie d'Architecture en 2008.

### Décorations
- Chevalière de la Légion d'honneur Elle est nommée chevalier par décret du 13 juillet 2011[5],[6]
- Officière de l'ordre des Arts et des Lettres Elle est promue au grade d'officier par arrêté du 31 août 2018[7].